# Hormuridae
Hormuridae Laurie, 1896 è una famiglia di aracnidi dell'ordine Scorpiones che comprende 11 generi e oltre 80 specie..

## Tassonomia
La famiglia comprende i seguenti generi:
- Cheloctonus Pocock, 1892
- Chiromachetes Pocock, 1899
- Chiromachus Pocock, 1893
- Hadogenes Kraepelin, 1894
- Hormiops Fage, 1933
- Hormurus Thorell, 1876
- Iomachus Pocock, 1893
- Liocheles Sundevall, 1833
- Opisthacanthus Peters, 1861
- Palaeocheloctonus Lourenço, 1996
- Tibetiomachus Lourenço & Qi, 2006